# Oratorio di Santa Maria della Croce
L'oratorio di Santa Maria della Croce si trova a circa 2 chilometri dal centro abitato di Pietranico, in provincia di Pescara.

## Storia
Un'iscrizione presente all'interno della chiesa sopra l'ingresso, attualmente rovinata ma riportata da Antonio De Nino nel 1878, fa risalire la costruzione dell'oratorio a un'apparizione mariana avvenuta secondo la tradizione nel 1613 a un certo Domenico del Biondo, con la richiesta di ricostruire la cappella già esistente in contrada della Croce. 
A seguito di questo apparizione, la chiesa preesistente venne ingrandita a partire dal 1618, come testimoniato dall'iscrizione sull'attuale facciata, per terminare nel 1670.

## Architettura

### Esterno
All'esterno mostra una semplice facciata composta di grossi blocchi in pietra scalpellinata, impreziosita da un portale neoclassico risalente all'anno 1618. 
La facciata, costituita da grossi blocchi di pietra lavorati, evidenzia la ripartizione interna tra navata centrale e le due navate laterali. Le parti laterali hanno pareti esterne oblique ed hanno la sezione inferiore realizzata in pietra squadrata, mentre quella superiore è in pietra lavorata a sacco.
La parte centrale ha al centro è il portale sovrastato da un timpano lineare spezzato. Al di sopra del portale si trova una finestra quadrata ed infine la facciata è terminata da una cornice orizzontale sporgente..

### Interno

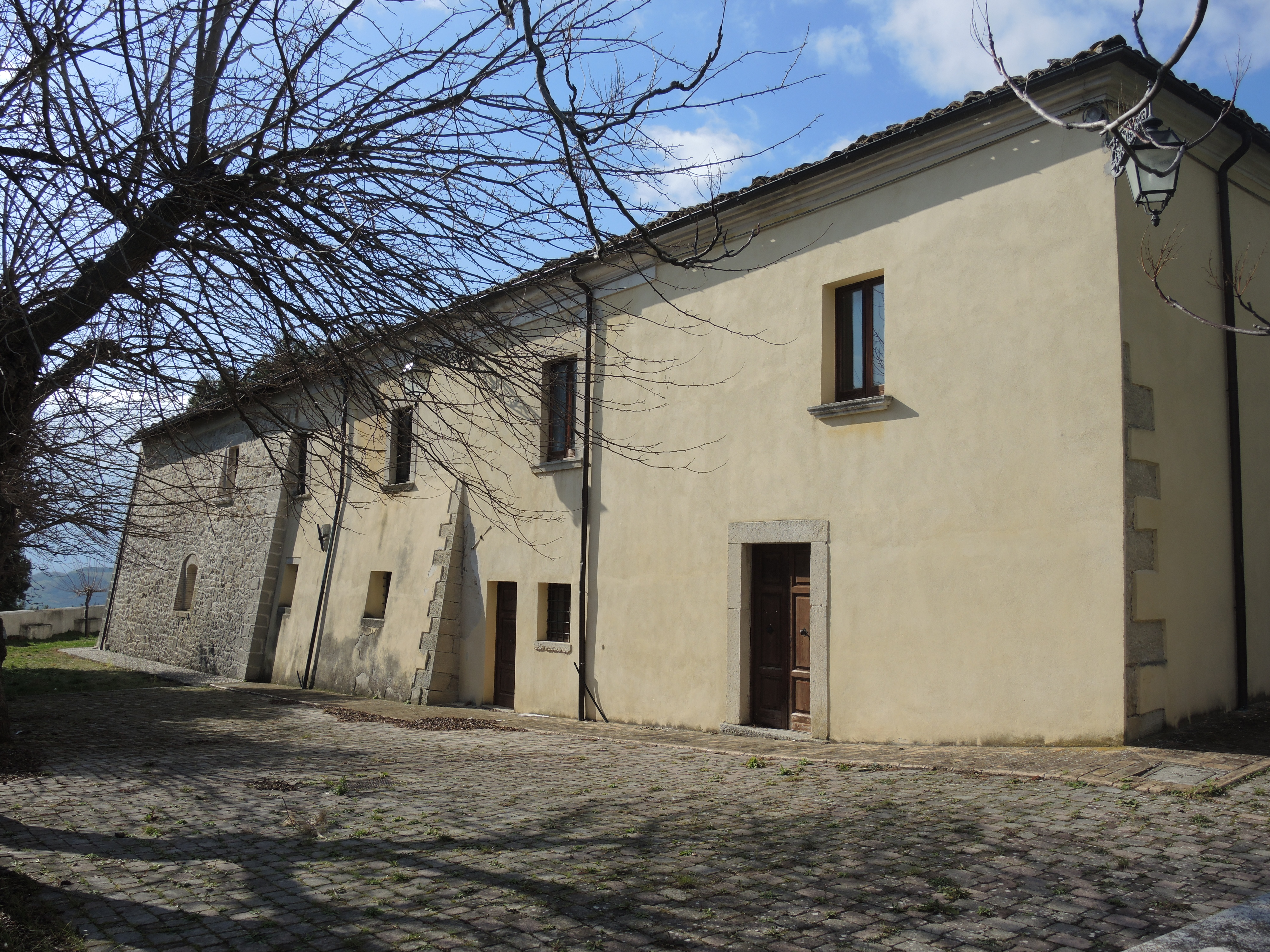
Lato destro

Lo spazio interno, con una pianta a T rovesciata, è organizzato su una navata centrale composta da due campate cubiche tra loro separate da un arco e coperte da volte a padiglione; questa navata è affiancata da due cappelle a pianta quadrata, alle quali si accede tramite altri due archi: la cappella di sinistra dedicata all'Annunziata, mentre quella a destra a Santa Maria della Croce. Al centro della navata centrale si trova l'altare maggiore in stucco, affiancato da due colonne bianche a tortiglione e sovrastato da un timpano lineare spezzato. L'altare ospita una tela con la Crocefissione.
La caratteristica principale dell'interno è la ricchezza di stucchi e decorazioni, che contano 55 scene e ritratti suddivisi in tre cicli pittorici. Gran parte della decorazione è rappresentata da medaglioni incorniciati in stucchi.
Il percorso pittorico inizia nella cappella della Madonna della Croce con episodi della vita di Maria disposti a spirale per terminare nella volta, con la figura di Dio circondato dagli Evangelisti. L'autore dei dipinti è ricavabile dalla firma, Tommaso Bernardini, che riporta anche la data del 1628.
La narrazione prosegue nella cappella dell'Annunziata, dove alla Vita di Maria si affiancano scene della Vita di Cristo, dalla natività fino alla Passione. Anche questi dipinti sono firmati dall'autore, Antonello de Castellis di Tocco da Casauria, e datati 1640. 
Nella navata centrale, infine, si trovano 18 scene della Passione risalenti al 1670, data riportata sulla controfacciata.